# Balderrama
«Balderrama», a veces conocida como «Zamba de Balderrama», es una canción folclórica zamba escrita por Manuel J. Castilla y musicalizada por Gustavo "Cuchi" Leguizamón. Es un homenaje al antiguo bar salteño homónimo, que fue un punto de encuentro para artistas y bohemios, y que inspiró la famosa zamba. Es más conocida por la interpretación de Mercedes Sosa en 1972, como parte de su álbum «Hasta la victoria», así como la de Jorge Cafrune en 1969.

## Letra
A orillitas del canal

Cuando llega la mañana

Sale cantando la noche

Desde lo de Balderrama

Sale cantando la noche

Desde lo de Balderrama

Adentro, puro temblor

El bombo con la baguala

Y se alborota quemando

Dele chispear la guitarra

Y se alborota quemando

Dele chispear la guitarra

Lucero, solito

Brote del alba

¿Dónde iremos a parar

Si se apaga Balderrama?

¿Dónde iremos a parar

Si se apaga Balderrama?

Si uno se pone a cantar

Un cochero lo acompaña

Y en cada vaso de vino

Tiembla el lucero del alba

Y en cada vaso de vino

Tiembla el lucero del alba

Zamba del amanecer

Arrullo de Balderrama

Canta por la medianoche

Llora por la madrugada

Canta por la medianoche

Llora por la madrugada

Lucero, solito

Brote del alba

¿Dónde iremos a parar

Si se apaga Balderrama?

¿Dónde iremos a parar

Si se apaga Balderrama?
Fuente: